# Красна Слобода (Мінська область)
Красна Слобода (біл. Чырво́ная Слабада́) - селище міського типу в Солігорському районі Мінської області  Республіки Білорусь. Населення 4 700 осіб (2009). Розташоване за 30 км від міста Солігорськ. 

## Особистості
В селищі народився Канторович Лев Юхимович (1922—?) — український радянський графік.